# 圖蓋拉費里
圖蓋拉費里是南非的城鎮，位於該國東北部圖蓋拉河北部，由夸祖魯-納塔爾省負責管轄，面積4.02平方公里，海拔高度777米，2001年人口1,756，人口密度每平方公里437人。